# Station Náměšť na Hané
Železniční zastávka Náměšť na Hané (Nederlands: Spoorweghalte Náměšť na Hané, Duits vroeger: Namlescht (Hanna)) is een station in de Tsjechische vlek (městys) Náměšť na Hané. Het station ligt aan spoorlijn 273 (die van Červenka, via Litovel, Senice na Hané en Kostelec na Hané, naar Prostějov loopt) en lokaalspoorlijn 275 (die van Olomouc, via Senice na Hané, naar Drahanovice loopt). Het station is onder beheer van de SŽDC en wordt bediend door stoptreinen van de České Dráhy.
Červenka ↔ Červenka zastávka ↔ Litovel ↔ Litovel město ↔ Litovel předměstí ↔ Myslechovice ↔ Cholina ↔ Odrlice ↔ Senice na Hané zastávka ↔ Senice na Hané ↔ Náměšť na Hané ↔ Drahanovice ↔ Slatinice ↔ Třebčín ↔ Kaple ↔ Čelechovice na Hané ↔ Kostelec na Hané ↔ Prostějov místní nádraží ↔ Prostějov hlavní nádraží
Olomouc hlavní nádraží · Olomouc místní nádraží ↔ Olomouc-Smetanovy sady ↔ Olomouc-Nová Ulice ↔ Olomouc město ↔ Olomouc-Hejčín ↔ Olomouc-Řepčín ↔ Horka nad Moravou ↔ Skrbeň ↔ Příkazy ↔ Senice na Hané ↔ Náměšť na Hané ↔ Drahanovice